# Neurachne minor
Neurachne minor är en gräsart som beskrevs av Stanley Thatcher Blake. Neurachne minor ingår i släktet Neurachne och familjen gräs. Inga underarter finns listade i Catalogue of Life.